# Policia Metropolitana de Dublín
La Policia Metropolitana de Dublín (Dublin Metropolitan Police, DMP) va consistir en la força policial de la ciutat de Dublín a Irlanda, des de 1836 fins a 1925, any en què es va unificar en un nou cos anomenat Garda Síochána (Guardians de la pau en irlandès).
El sistema de policia rural va començar quan Robert Peel, l'en aquells dies Cap de Secretaria d'Irlanda va crear la Força de Preservació de la Pau en 1816. Aquest rudimentari cos de policia paramilitar es va dissenyar per proveir a Irlanda de policia rural, reemplaçant al sistema de vigilants del segle xviii, guàrdies, oficials i l'Exèrcit Britànic. Peel va continuar fins a fundar la Policia Metropolitana de Londres.
En 1822 una nova acta va crear 4 cossos policials provincials l'organització dels quals es va basar a les tradicionals províncies de l'illa. Aquests es van fusionar en un nou i centralitzat Cos de policia en 1836 i el cos conegut com a Força de Preservació de la Pau va deixar d'existir. Al mateix temps es van crear forces noparamilitares a les ciutats més grans com; Dublín, Belfast i Londonderry. Les forces de Belfast i Derry van ser absorbides per la Força Nacional per problemes disciplinaris i solament Dublín va mantenir les seves forces policials per separat.
La DMP es va dissenyar d'una manera molt similar a la Policia Metropolitana de Londres, no només els uniformes eren indistinguibles, especialment quan van adoptar el casc i la placa, sinó que ambdues forces tenien una estructura organizacional similar. Més que per un cap de policia, el cos estava comandat per un comissari que no era un oficial de policia, sinó un magistrat portant un comissionat de pau.	